# Lady Windermere's Fan (1925)
Lady Windermere's Fan is een Amerikaanse dramafilm uit 1925 geregisseerd door Ernst Lubitsch. De film was gebaseerd op het toneelstuk Lady Windermere's Fan van Oscar Wilde. De film werd in 2002 opgenomen in het National Film Registry.

## Rolverdeling
| Acteur             | Personage              |
| ------------------ | ---------------------- |
| Ronald Colman      | Lord Darlington        |
| May McAvoy         | Lady Windermere        |
| Bert Lytell        | Lord Windermere        |
| Irene Rich         | Mrs. Erlynne           |
| Edward Martindel   | Lord Augustus Lorton   |
| Carrie Daumery     | The Duchess of Berwick |
| Billie Bennett     | Lady Plymdale          |
| Michael Dark       | Genodigde              |
| Helen Dunbar       | Mrs. Cowper-Cowper     |
| Frank Finch Smiles | Ober met gastenlijst   |
| Larry Steers       | Genodigde              |
| Ellinor Vanderveer | Genodigdet             |
| Percy Williams     | Ober op het feest      |